# النهضة: قصة تونسية
النهضة: قصة تونسية (بالفرنسية: Ennahdha - Une histoire tunisienne)‏ هو فيلم وثائقي فرنسي بلجيكي من إخراج كريستوف كوتري، صدر في سنة 2014.

## ملخص
في أكتوبر 2011، شهدت أول انتخابات حرة في تونس فوز حزب حركة النهضة الإسلامي الذي يسعى إلى إقامة نظام تعددي وديمقراطي. ومع ذلك، فشل الحزب بعد عامين من الحكم في تنفيذ الإصلاحات الإقتصادية اللازمة. يجسد حزب النهضة تناقضات تونس ما بعد الثورة وتحديات الإسلام السياسي في الوطن العربي.

## معطيات فنية
- العنوان: النهضة: قصة تونسية
- إخراج: كريستوف كوتري
- سيناريو: كريستوف كوتري
- موسيقى: مانويل رولان
- تصوير فوتوغرافي: جان فرانسوا ماتز
- صوت: محمد أمين بلعيد
- مونتاج: فلورنس ريكار
- شركة الإنتاج: Wrong Men
- شركات التوزيع: أرتيو، آر تي بي إف، Wrong Men
- بلد الإنتاج:  فرنسا،  بلجيكا
- اللغة الأصلية: الفرنسية
- النوع: فيلم وثائقي
- المدة: 70 دقيقة
- تاريخ الإصدار: 9 أكتوبر 2014

## روابط خارجية
- النهضة: قصة تونسية على موقع IMDb (الإنجليزية)